# Марселіно Санс де Саутуола
Марселіно Санс де Саутуола і Педруека (ісп. Marcelino Sanz de Sautuola y Pedrueca; 2 червня 1831-1888) — іспанський юрист і археолог-любитель, який володів землею, де була знайдена печера Альтаміра.

## Печера Альтаміра
Печера Альтаміра, нині відома своєю унікальною колекцією доісторичного мистецтва, була відома місцевим жителям, але їй не приділяли особливої уваги до 1868 року, коли її відкрив мисливець Модесто Кубільяс Перес. Саутуола почав досліджувати печери в 1875 році. Він не дізнався про картини до 1879 року, коли його восьмирічна дочка Марія помітила, що стеля вкрита зображеннями бізонів. Саутуола, побачивши подібні зображення, вигравірувані на палеолітичних предметах, представлених на Всесвітній виставці в Парижі рік тому, справедливо припустив, що картини також можуть датуватися кам'яним століттям. Тому він найняв археолога з Мадридського університету, щоб допомогти йому в подальшій роботі.

### Публікації
Професор Хуан Віланова-і-П'єра підтримав припущення Саутуоли, і вони опублікували свої результати в 1880 році, які отримали значне визнання громадськості. Навпаки, науковий істеблішмент його часу неохоче сприймав передбачувану старовинність картин. Французькі фахівці на чолі зі своїм гуру Габріелем де Мортійє були особливо непохитні у відкиданні гіпотези Саутуоли і П'єри, і їхні висновки були голосно висміяні на Доісторичному конгресі 1880 року в Лісабоні. Через найвищу художню якість і виняткову збереженість картин Саутуолу навіть звинуватили у підробці. Один земляк стверджував, що картини створив сучасний художник за замовленням Саутуоли.

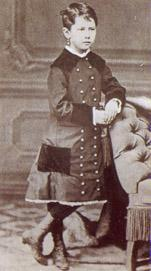
Марія Санс де Саутуола, першовідкривачка картин Альтаміри

Протягом наступних 20 років кілька інших знахідок доісторичних малюнків зробили картини Альтаміри більш правдоподібними, і основні вчені відмовилися від своєї опозиційності іспанцям. У 1902 році шанований французький археолог Еміль Картальяк, який був одним із провідних критиків, рішуче визнав свою помилку у статті «Mea culpa d'un sceptique», опублікованій в журналі L'Anthropologie.

## Спадщина
Саутуола помер за чотирнадцять років до вибачень Картальяка і не дожив до повернення своєї честі чи пізнішого наукового підтвердження своїх передчуттів. Сучасні методи датування підтвердили, що малюнки печери Альтаміра створювалися протягом тривалого періоду, починаючи від 11 000 до 19 000 років тому. Для вивчення палеолітичного мистецтва відкриття Саутуоли тепер слід вважати ключовими.

### Родина
Пізніше дочка Саутуоли вийшла заміж за сім'ю Ботін кантабрійської буржуазії. Нинішні власники Banco Santander є нащадками Саутуоли.